# Carnoy-Mametz
Carnoy-Mametz község Franciaország Hauts-de-France régiójában, Somme megyében. Új községként 2019. január 1-jén jött létre Mametz és Carnoy korábbi községek egyesítésével. Lakosainak száma 268 fő (2022. január 1.).

## Népesség
| Lakosok száma | 285  | 287  | 292  | 293  | 280  | 268  |
|               | 2017 | 2018 | 2019 | 2020 | 2021 | 2022 |